# Jeff Gray
Pour les articles homonymes, voir Gray.
Jeffrey Michael Gray (né le 19 novembre 1981 à Texas City, Texas, États-Unis) est un lanceur droitier de baseball qui a évolué dans les Ligue majeure entre 2008 et 20122.
Un autre lanceur droitier nommé Jeff Gray a joué en Ligue majeure de 1988 à 1991.

## Carrière
Jeff Gray est drafté par les Athletics d'Oakland au 32e tour de sélection en 2004. Il débute dans les majeures le 8 septembre 2008.
Il joue 5 parties pour les Athletics en 2008 et 24 en 2009. Sa fiche avec Oakland est de 0-1 avec une moyenne de points mérités de 3,76 en 26,1 manches lancées.
En décembre 2009, les Athletics échangent Jeff Gray aux Cubs de Chicago en retour du joueur d'avant-champ Aaron Miles et du voltigeur Jake Fox.
Signé comme agent libre par les White Sox de Chicago pour la saison 2011, il est réclamé ballottage par Seattle le 13 mai 2011 et y complète l'année.
Après la saison 2011, Gray passe des Mariners aux Twins du Minnesota, ces derniers le réclamant au ballottage. Il lance 52 manches en 49 sorties en relève pour les Twins en 2012. Sa moyenne de points mérités s'élève à 5,71 et il remporte six victoires contre une seule défaite.
Il retourne chez les White Sox de Chicago le 12 décembre 2012 et participe à leur entraînement de printemps en 2013.